# Cerveja no mundo
A cerveja é apreciada no mundo desde a antiguidade. Foi uma das primeiras bebidas alcoólicas da história da humanidade.

## Cerveja em alguns países

### Alemanha

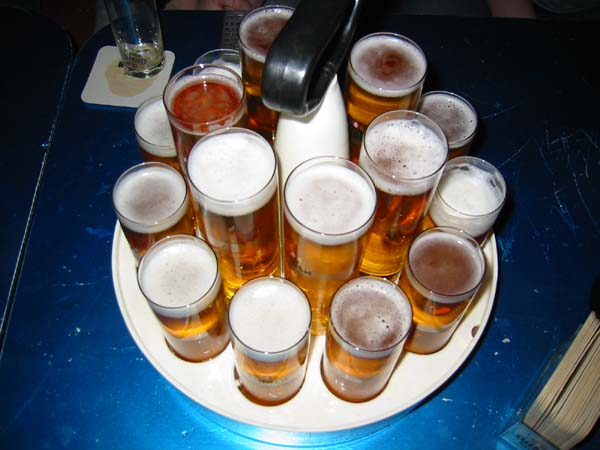
Kranz Kölsch.

Com uma cultura fortemente influenciada pela cerveja, o mercado alemão é um pouco resguardado do resto do mercado cervejeiro devido à adesão dos cervejeiros alemães ao Reinheitsgebot (preceito da pureza) datado de 1516, de acordo com o qual os únicos ingredientes permitidos para cervejas são "Wasser (água), Hopfen (Lúpulo) e (e) (Gersten-) Malz (cevada-malte)". Por causa desse acordo (que foi lei até 1988), as cervejas germânicas tendem a ser bem conceituadas por sua qualidade. Os alemães estão ligeiramente atrás dos tchecos no consumo per capita de cerveja. Existe uma grande variedade de diferentes estilos de cerveja alemã, tal como a Helles (Lager da Baviera), Weizen (cerveja fermentada de trigo), Kölsch (cerveja de alta fermentação da região de Colônia), Alt (uma cerveja escura consumida nas redondezas de Düsseldorf e Dortmund), Pilsner, Export (uma Pilsner abrandada) e Bockbier (uma cerveja escura forte).
Enquanto o mercado de cerveja é mais centralizado na Alemanha setentrional (com as maiores marcas: Krombacher, Warsteiner e Bitburger vendendo cada uma em torno de 400 milhões de litros), o sul tem diversas cervejeiras locais, de pequeno porte. No total, existem cerca de 1350 cervejeiras alemãs, produzindo mais de 5000 marcas de cerveja.
O conteúdo alcoólico fica geralmente entre  4,7 % e 5,4 % para as produções mais tradicionais. A Bockbier ou a Doppelbock (dupla Bockbier), contudo, podem ter um teor alcoólico acima de 12 %. A estação da Bockbier dura entre junho e julho. Diversos festivais locais de Bockbier são realizados no sul da Alemanha.
A Oktoberfest de Munique é bem conhecida pelos milhões de litros que são servidos a cada ano: 6 milhões, em média.

### Angola
Fundada em Luanda no ano de 1947 como projeto conjunto da CUFP - Companhia União Fabril Portuense das Fábricas de Cerveja e Bebidas Refrigerantes (hoje integrada no Super Bock Group) e da Central de Cervejas, a Cuca foi a primeira cerveja fabricada industrialmente em Angola. Seguiu-se a Nocal (da Nova Empresa De Cervejas De Angola, de Luanda) em 1958, a EKA (da EKA - Empresa Angolana de Cervejas, do Dondo) em 1969, e a N'gola (da ECN - Empresa Cervejeira N´gola, do Lubango) em 1974.
Depois da independência do país em 1975, todas as cervejeiras do país foram nacionalizadas, surgindo em 1980 a Empresa Nacional de Cervejas de Angola (ENC). No ano 2005, o governo angolano passou à privatização do mercado cervejeiro. Já colaborando com as cervejeiras angolanas desde 1993, o grupo francês BGI/Groupe Castel adquiriu as marcas e cervejarias Cuca, Nocal e EKA, formando a Cuca BGI. Adquiriu ainda a N'gola em 2010 da SABMiller e construiu novas fábricas em Cabinda (CERBAB em Cabassango, na cidade de Cabinda) e em Bom Jesus do Cuanza, na periferia de Luanda (COBEJE - Companhia de Bebidas do Bom Jesus).
Com o crescimento da economia angolana depois do fim da guerra civil em 2002, também as importações de cervejas começaram a ganhar volume, especialmente de marcas portuguesas como a Cristal e a Super Bock, da Unicer, e a Sagres, da Central de Cervejas. Assim, a Cuca BGI em Luanda passou a fabricar também a cerveja Sagres, obtendo a única licença para o fabrico da Sagres fora de Portugal. A Unicer decidiu em 2010 avançar com a construção de uma fábrica própria na zona de Luanda, a ÚNICA – União Cervejeira de Angola, para produzir a Cristal e a Super Bock, além de fabricar ali as cervejas Carlsberg e Guinness para o mercado angolano. Outras cervejeiras novas incluem a Lowenda Brewery Company (construída em 2014 com capital chinês na Zona Económica Especial de Viana, na perfiferia da capital) e a Tigra, marca e cervejeira da Refriango (de Viana), com a qual a principal produtora angolana de sumos e refrigerantes como a Blue se estreou no mercado das cervejas em 2016.
Em 2021 o consumo de cerveja em Angola era de 600 milhões de litros ao ano, sendo o máximo atingido de 1,2 mil milhões.

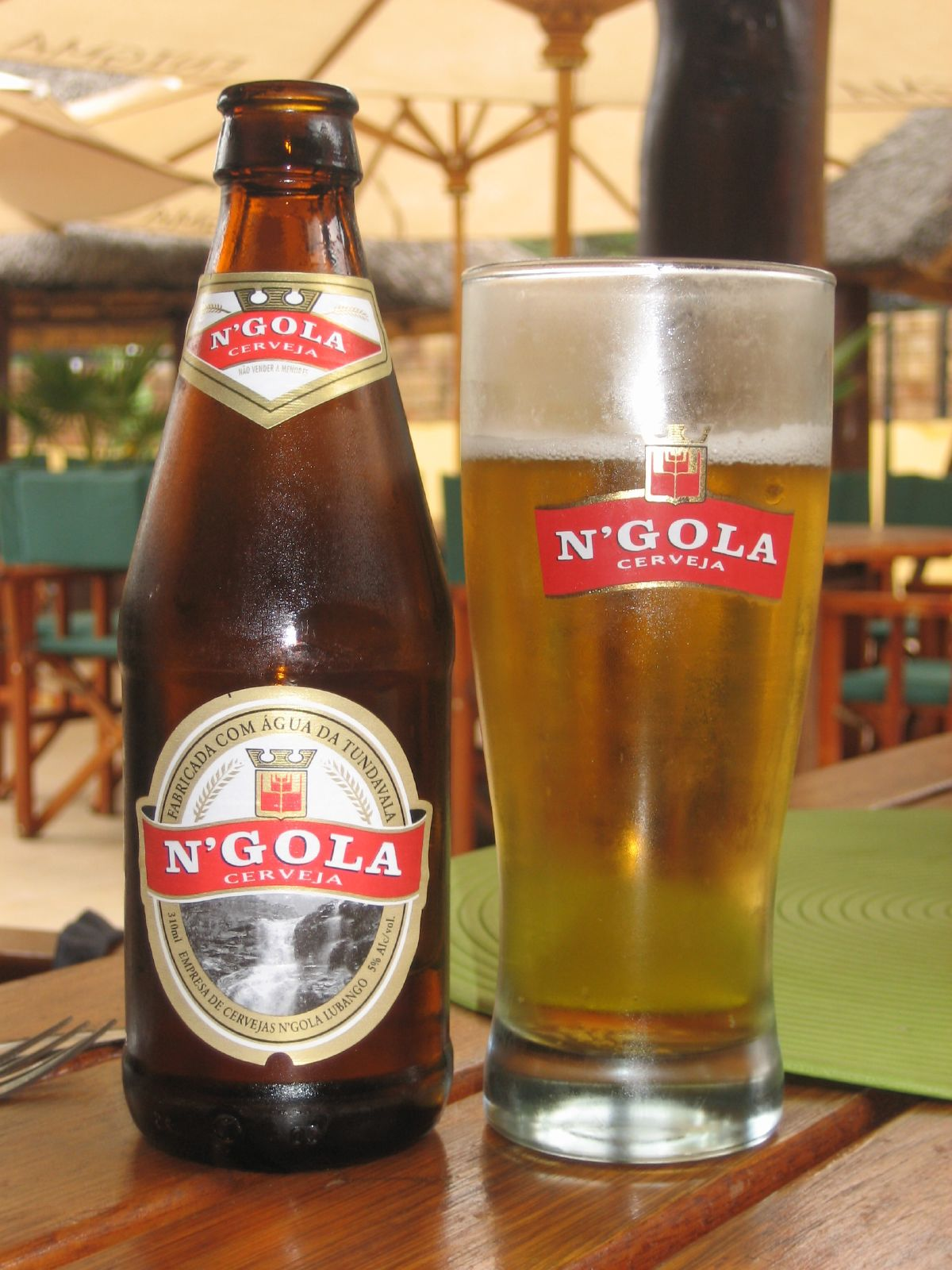
Uma garafa da cerveja N'gola

Assim, a lista de empresas e marcas de cerveja históricas e atuais em Angola inclui, entre outras:
- Companhia União de Cervejas de Angola. Empresa pertencente ao grupo Castel,[6] produz as marcas Cuca,[6] Nocal,[6] Eka,[6]33 Export,[7] Doppel Munich,[7] N'gola[7]
- Lowenda Brewery Company. Fundada em 2015, produz a marca Bela.[8]
- Castle (sobre licenca da África do Sul)
- Cristal
- Sagres
- Sambila
- Super Bock
- Skol (já fabricada no tempo colonial pela EKA sobre licença da Skol brasileira)
- Tchizo (fundada em 2010 na CERBAB em Cabinda)
- Refriango. Produz em Viana desde 2016 a marca Tigra.[8]

### Arábia Saudita
A Arábia Saudita é um pais Muçulmano onde é proibido beber álcool, no entanto a cerveja sem álcool é permitida. O mercado de cerveja sem álcool está estimado em 200 milhões de litros. A cerveja sem álcool clássica vale 25% do total desse mercado, enquanto o restante corresponde a cerveja sem álcool com sabores. Nos sabores, o sabor a morango vale 15% do mercado.

### Austrália
No mundo em geral, a mais conhecida das cervejas da Austrália chama-se Fosters, mas no país de origem é pouco consumida. Existe uma piada entre os australianos: a Fosters seria tão ruim que decidiram exportá-la, conservando as restantes. A preferência pelas diversas cervejas australianas difere consoante os estados. Em Queensland, prefere-se a XXXX ("four-x" ou "quatro xis", numa tradução abusiva); na Austrália da Sul, bebe-se Coopers; na Nova Gales do Sul bebe-se Tooheys; em Victoria prefere-se uma VB; na Austrália Ocidental bebe-se a cerveja Swan e a Emu; na Tasmânia existe mais uma subdivisão: no norte bebem Boags, no sul bebem Cascade. Ainda que seja difícil dizer a um australiano que há a alguma outra cerveja além daquela de seu estado natal, outras bebidas populares são a Hahn e a Crown. Especialmente nas áreas de influência das maiores cidades, cervejas com características distintas começam a ser apreciadas. Incluem-se nestas uma enorme variedade de ales, constituindo algumas produtos alternativos das principais cervejarias, sendo outras provenientes de novas microcervejarias. O mesmo se passa com algumas cervejas estrangeiras.

### Bélgica
Como as demais nacionalidades, os belgas orgulham-se da sua rica cultura cervejística. Há mais de 1 500 tipos de cerveja belga (incluindo cerveja com rótulo) entre as quais:  Stella Artois, Alken Maes, Jupiler, Delirium tremens, Duvel, Kwak, La Binchoise, Chimay, Leffe e Hoegaarden são algumas das mais conhecidas. Geralmente é dito (principalmente pelos belgas) que as cervejas da Bélgica são particularmente excelentes. A Bélgica é a única região que onde os monges trapistas produzem a cerveja que recebe o nome da ordem (cerveja trapista). A única exceção fica na Holanda, onde são produzidas as cervejas La Trappe. Na Bélgca ficam os outros seis mosteiros que produzem a cerveja dentro de seus muros. Podem assim levar a denominação cerveja trapista.
Cada variedade da cerveja belga é servida em um copo específico. A forma e tamanho do copo varia, e tem o efeito de acentuar o sabor daquela cerveja em particular.

### Brasil
O Brasil é o quarto maior mercado de cervejas do mundo, tendo produzido acima de 10 bilhões de litros em 2010 e tido um consuma anual per capita de 53,3 litros.
O mercado brasileiro de cervejas é dominado pelas grandes fábricas, que juntas detêm 98,2% do market share. AmBev, Grupo Schincariol, Cervejaria Petrópolis e Heineken, empresas que dominam o mercado, disponibilizam basicamente cervejas do estilo Light Pilsen.
A partir de meados dos anos 90 teve início no país um movimento de revolução das micro cervejarias, o qual vive um momento de ascensão, com a premiação de cervejas brasileiras em concursos internacionais e a descoberta por parte do público consumidor, mas que mesmo assim só representa 1,8% do mercado.
Durante o verão, o consumo da bebida torna-se bem mais elevado. No período do Carnaval há uma grande explosão de consumo no país. Na Oktoberfest, em Blumenau, o consumo chega a ultrapassar 400.000 litros, em 18 dias de festa.

#### Grandes cervejarias do Brasil
As grandes cervejarias do Brasil são:
- AmBev. Comercializa as marcas Skol, Brahma, Antarctica, Stella Artois, Bohemia, Original, Serra Malte, Polar, entre outras.
- Heineken Brasil. Comercializa as marcas Nova Schin, Primus, Glacial, Cintra, Baden Baden, Devassa, Eisenbahn, Kaiser, Sol, Bavária e Heineken.[15][16]
- Grupo Petrópolis. Comercializa as marcas Itaipava, Cristal e Petra.

#### Microcervejarias do Brasil
Algumas microcervejarias por Estados Brasileiros:

##### Alagoas
- Caatinga Rocks (Maceió-AL)[17]

##### Bahia
- Água de Meninos (Salvador-BA)[18]
- Amada (Salvador-BA)[18]
- Brutos Beer (Vitória da Conquista-BA)[18]
- Mindubier (Salvador-BA)[18]
- Proa (Salvador-BA)[19]
- Sotera (Salvador-BA)[18]
- Três Barcaças (Ilhéus-BA)[18]

##### Ceará
- Lupus Bier (Fortaleza-CE)

##### Espírito Santo
- Convento (Serra-ES)
- Altezza (Castelo-ES)
- Barba Ruiva (Domingos Martins-ES)

##### Minas Gerais
- Falke Bier (Ribeirão das Neves-MG)
- Krug Bier (Belo Horizonte-MG)
- Koala San Brew (Nova Lima-MG)[20]

- Mal Cervejaria (Sete Lagoas-MG)
- Walls (Belo Horizonte-MG)
- Brüder (Ipatinga-MG)
- Backer (Belo Horizonte-MG)
- Kud (Nova Lima-MG)
- Inconfidentes (Nova Lima-MG)
- Taberna do Vale (Nova Lima-MG)

##### Pará
- Amazon Beer (Belém-PA)

##### Paraná
- Don Gentilis (Pinhais - PR)
- Bodebrown Cervejaria (Curitiba - PR)
- Providência (Cascavel j- PR)
- Gauden Bier (Curitiba)
- Wensky Bier (São José dos Pinhais - PR)
- Insana (Palmas - PR)
- Bierhoff (Curitiba - PR)

##### Pernambuco
- Babylon[21]
- Ekäut (Recife-PE)[22]

##### Rio Grande do Sul
- Chopp Ijuhy (Ijuí-RS)
- Schmitt Bier (Porto Alegre-RS)

##### Rio de Janeiro
- Cerveja PRAYA (Rio de Janeiro-RJ) [23]
- 2 Cabeças (Rio de Janeiro-RJ)[24]
- Farra Bier (Rio de Janeiro-RJ)[25]
- Mistura Clássica (Angra dos Reis-RJ)[26]
- Nossa Fábrica (Rio de Janeiro-RJ)[27]
- Suburbana (Rio de Janeiro-RJ)[28]
- Three Monkeys (Rio de Janeiro-RJ)[29]
- Valhala Beer (Rio de Janeiro-RJ)[28]
- Zer09 (Rio de Janeiro-RJ)[30]

##### Santa Catarina
- Ballena (Florianópolis-SC)[31]
- Bierland (Blumenau-SC)
- Borck (Timbó-SC)

- Canoinhense (Canoinhas-SC)
- Cervejaria da Ilha (Florianópolis-SC)
- Eisenbahn (Blumenau-SC)
- Lohn Bier (Lauro Muller-SC)[32]
- Heimat (Indaial-SC)
- Schornstein (Pomerode-SC)
- Opa Bier (Joinville-SC)
- Saint Beer (Forquilhinha-SC)
- Zehn Bier (Brusque-SC)

##### São Paulo
- Baden Baden (Campos do Jordão-SP)
- Bamberg (Votorantim-SP)
- Belco (São Manuel-SP)
- Cristalina/Malta (Assis-SP)
- «Colorado». (Ribeirão Preto-SP)
- Dana Bier (Aldeia da Serra-SP)[33]
- Dogma (São Paulo-SP)[34]
- EikBier (Taboão da Serra-SP)
- Krill (Socorro-SP)
- Taubatexas (Taubaté-SP)
- StartUp Brewing (Itupeva-SP)[35]

#### Cervejarias do passado
Algumas cervejarias que já não existem mais:
- Cervejaria Gambrinus, MG.[36] Fundada em 1907[37]

### Bulgária
A Bulgária, embora seja apenas uma pequena região da Europa Oriental, tem um bom número de marcas de cerveja. As cervejarias mais populares (ambas produzindo cervejas homônimas) são a Zagorka (produzida principalmente em Stara Zagora) e Kamenitza. Outras marcas destacadas são a Stolichno (cerveja bock produzida pela Zagorka), Shumensko (ambas lager e ale verdadeira, produzidas na cidade de Shumen), Burgasko (produzida na cidade de Burgas), MM (produzida em Varna), Pirinsko (cidade de Blagoevgrad), e Plevensko (produzida na cidade de Pleven). Muitas das cervejarias búlgaras encontram-se na posse de cervejeiras, como a Heineken.
| Sector Cevejeiro Bulgaro | Sector Cevejeiro Bulgaro | Ano  |
| ------------------------ | ------------------------ | ---- |
| nº Cervejarias           | 17                       | 2016 |
| Consumo p/capita (L/Ano) | 76                       | 2016 |
| Produção Anual (HL)      | 5.180.000                | 2016 |
| Exportações Anuais (HL)  | 150.000                  | 2016 |
| Empregos Directos        | 2.300                    | 2016 |
| Empregos Indirectos      | 44.931                   | 2016 |
| Impostos Gerados         | €170 million             | 2016 |

### Cabo Verde

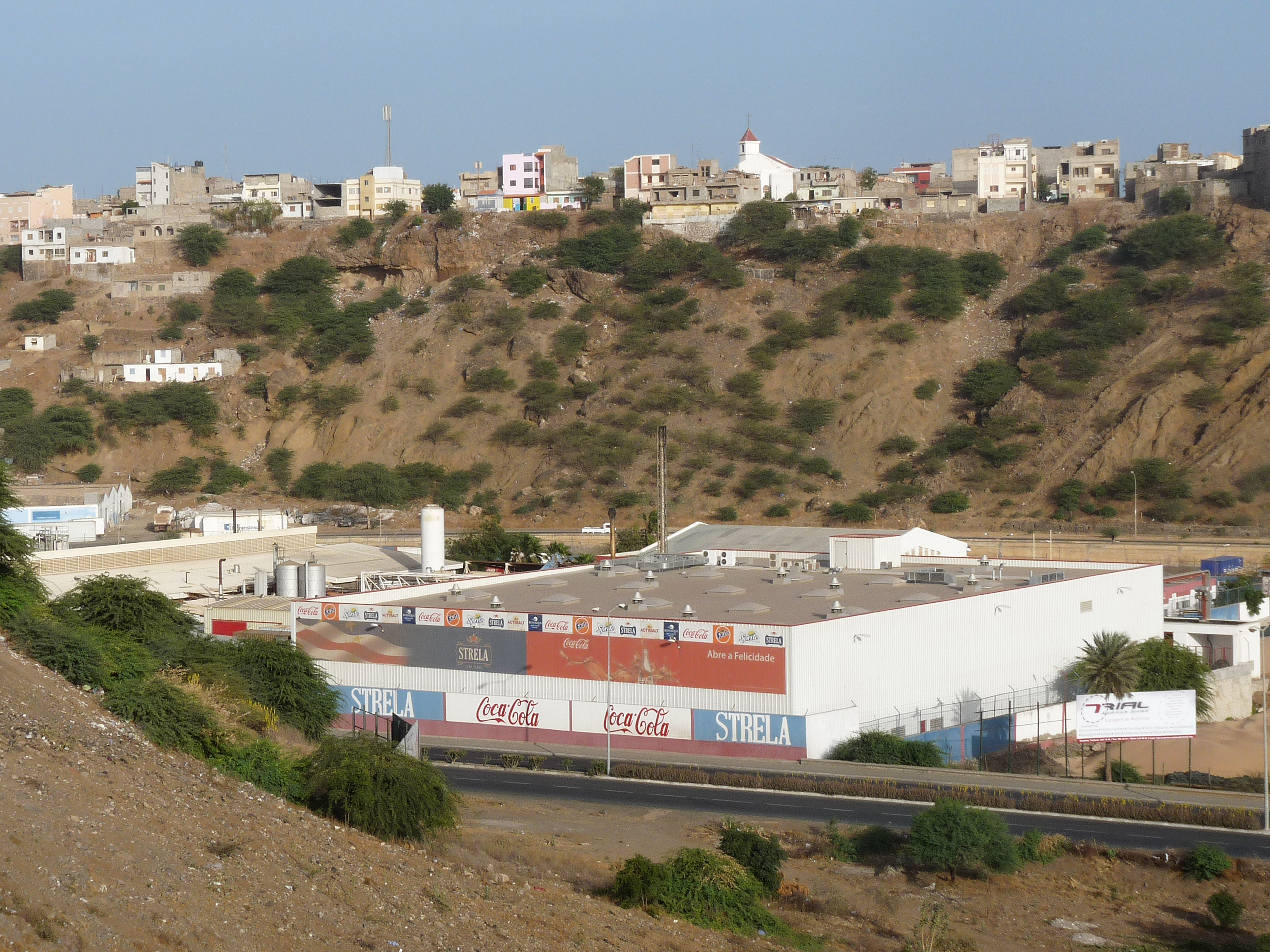
Fábrica da CERIS-Sociedade Caboverdiana de Cerveja e Refrigerantes, na Praia

Em 2006 surgiu a Strela, produzida na capital Praia pela Sociedade Cabo-verdiana de Cerveja e Refrigerantes, pertencente à Coca-Cola. Veio a substituir a Coral, a primeira cerveja cabo-verdeana. É a segunda cerveja mais vendida no país, sendo ainda exportada para alguns países africanos como a Guiné-Bissau, Guiné-Conakry, Gambia e São Tomé e Príncipe. Também já é exportada para Portugal e as comunidades cabo-verdeanas na Holanda, Inglaterra e Estados-Unidos.
Chegando em sentido inverso, são vendidas em Cabo Verde várias cervejas importadas. A Super Bock, importada de Portugal, é a cerveja mais consumida no país, tendo ocupado uma quota de 50% do mercado. A Sagres é a segunda cerveja portuguesa mais bebida em Cabo Verde, com uma quota de mercado na ordem dos 10 %. Em 2015, a angolana Cuca anunciou também exportar para Cabo Verde.
A lista de marcas de cerveja em Cabo Verde inclui, entre outras:
- Coral (desativada)
- Cuca
- Sagres
- Super Bock
- Strela (cerveja Lager de 5,6 %)
- Strela preta (cerveja preta 5,4 %)
- Strela Ego (8,0 %)

### Canadá
O Canadá tem uma longa história de produção e consumo de cerveja. O clima invernal já providenciava as condições ideiais para o fabrico de cerveja, antes de a refrigeração artificial ser inventada. São bem conhecidas, por isso, duas grandes cervejarias comerciais, a Molson, a Labatt e outras companhias menores.
Como curiosidade, os populares atores canadenses da SCTV, Bob and Doug McKenzie, associam seu amor pela cerveja Cheech and Chong à marijuana.

### China
A indústria cervejeira na China é certamente dominada por marcas nacionais, mas há uma concorrência crescendo nesse mercado. Por tipo de cervejas, as Lager são responsaveis por 99.03% do mercado. As Dark Beer (Ale,Wheat Bear, Sorghun) são responsaveis por 0.44% do mercado. As Stout por 0.42% do mercado. As sem Álcool/Reduzido são responsaveis por 0.12% mercado.
Por marcas o mercado esta dividido da seguinte maneira:
| Grupo              | Marca    | Vendas (X 1000 hL) | Quota Mercado | em (Ano) | Outras marcas |
| ------------------ | -------- | ------------------ | ------------- | -------- | --- |
| China Resources    | Snow     | 105.6              | 25.6%         | 2016     | Blue Sword, Green Leaves, Huadan, Huadan Yate, Largo, Löwen, New Three Star, Shengquan, Shenyang, Singo, Sip, Tianjin, Yatai, Yingshi and Zero Clock.                  |
| Tsingtao Brewery   | Tsingtao | 45.9               | 15%-17.2%     | 2016     | |
| Beijing Yanjing    | Yanjing  | 32.3               | 7.5%          | 2016     | |
| Harbin             | Harbin   | 29.3               |               | 2016     | Budweiser, Corona, Beck’s, or Stella Artois |
| Laoshan            | Laoshan  | 15                 |               | 2016     | |
| AB InBev           |          |                    | 16.2%         | 2016     | Marcas Internacionais: Beck's e Brahma. Marcas locais: Bai Sha, Double Deer, Jinling, Jinlongquan, KK, Sedrin, Red Rock Zhujiang (Pearl River Beer), Zhujiang draught. |
| Carlsberg          |          |                    | 5.0%          | 2016     | |
| Henan Jinxing      |          |                    | 2.8%          | 2016     | |
| Guangzhou Zhujiang |          |                    | 2.5%          | 2016     | |
| Suntory            |          |                    | 1.1%          | 2016     | |
| Blue Ribbon        |          |                    | 0.7%          | 2016     | |
| Heineken           |          |                    | 0.5%          | 2016     | |

### Dinamarca
O mercado Dinamaquês de cerveja anda a volta de 4 Milhões de HL(em 2017).
Por tipo de cerveja o mercado reparte-se da seguinte maneira (em 2017): Pilsner 63%, Staerk Pilsner 15%, Classic/Lager 17%, Ale 3%, Porter/Stout 1%, Sem Alcool 1%.
Por marcas o mercado esta dividido da seguinte maneira (em 2011):
| Grupo                | Marca                                                             | Quota Mercado |
| -------------------- | ----------------------------------------------------------------- | ------------- |
| Carlsberg            | Todas Marcas (Carls, Carlsberg, Jacobsen, Tuborg, Wiibroe)        | 57,1%         |
| Carlsberg            | Tuborg                                                            | 22%           |
| Carlsberg            | Carlsberg                                                         | 13%           |
| Royal Unibrew        | Todas marcas (Albani, Ceres, Faxe, Heineken, Maribo, Royal, Thor) | 20.2%         |
| Royal Unibrew        | Royal                                                             | 9%            |
| Coop Danmark         | 1795                                                              | 8,2%          |
| Outras Private Label | Todas marcas                                                      | 3.1%          |
| Harboes Bryggeri     | Harboe                                                            | 1,2%          |
| Importadas Premium   | Todas marcas                                                      | 0.6%          |
| GourmetBryggeriet    | Vestfyen Pilsner, GourmetBryggeriet                               | 0.3%          |
| Outras Marcas        | Todas marcas                                                      | 9.4%          |

### Espanha
Os principais fabricantes de Espanha são a Mahou San Miguel, Heineken España, Damm, Hijos de Rivera, Compania Cervecera de Canarias e o Grupo Ágora. No entanto nos últimos anos tem aparecido muitas microcervejarias um pouco por toda a Espanha.
A lista das grandes cervejeiras de Espanha são:
- Mahou‐San Miguel com uma quota de mercado de 33%[52] (em 2016) e uma produção anual de 12,2 milhões de hl[52] (em 2016). Comercializa as marcas Mahou (Madrid), San Miguel (Lleida), Alhambra (Madrid), Adlerbrau (Granada), Mezquita (Córdoba), Reina (Tenerife), Sureña (Córdoba), Founders (Estados Unidos).[53] Nómada (Sabadell),[53] Avery Brewing (Estados Unidos).[53]
- Heineken España com uma quota de mercado de 27%[52] (em 2016) e uma produção anual de 10,4 milhões de hl[52] (em 2016). Comercializa as marcas Amstel (fundada como El Águila e alterada para Amstel em 1992[54])(Madrid), Cruzcampo (Sevilla), El Alcazar (Jaén), Legado de Yust (Sevilla). Sendo de origem Holandesa as marcas Amstel, Heineken e Buckler.
- Grupo Damm com uma quota de mercado de 24%[52] (em 2016) e uma produção anual de 9,2 milhões de hl[52] (em 2016). Comercializa as marcas Estrella Damm, Voll-Damm, Xibeca, Keler, Victoria, Estrella del Sur, Estrella de Levante e Turia.
- Corporación Hijos de Rivera com uma quota de mercado de 5%[52] (em 2016) e uma produção anual de 2,2 milhões de hl[52] (em 2016). A sua principal marca é a Estrella Galicia, que domina o mercado Galego.
- Compañía Cervecera de Canarias com uma produção anual de 1,01 milhões de hl.[52] (em 2016). Pertence ao grupo AB InBev e domina o mercado das Canarias. As principais narcas são a Tropical e a Dorada.[52]
- Grupo Ágora com uma produção anual de 0,91 milhões de hl[55] (em 2018). Tem como principal mercado Aragão, onde domina em Zaragoza. A principal marca é a Ambar. A marca Moritz é comercializada de forma autónoma.
- A Espanha importa anualmente 4,5 milhões de hl[52] (em 2016) de cerveja.

A lista das pequenas cervejeiras (produção de mais de 1.000.000 Lt/ano) são:
- Moritz (Barcelona), fundada em 1856, fechou em 1978 e tornou a reabrir 2004.[56] Pertance ao grupo Ágora,[57][58] tendo vendido 15,4 milhões de Lt..[55] (em 2018) e faturado em 2015 42M€.[59]
- La Salve (Bilbao).[60] Cervejeira fundada em 1886, encerrou em 1978, sendo refundada em 2014. Em 2018 produziu 1,8[61] milhões de Litros. Comercializa a marca La Salve.[62]
- Cervezas Gran Vía (Alcalá de Guadaira), Cervejeira fundada em 2020.[63] Tem capacidade para produzir 21,5 milhões de litros anualmente[64] e produz apenas para o canal horeca (hotéis, restaurantes e cafés).[65]

A lista de Microcervejarias de Espanha inclui, entre outras:
- Premium Beers from Spain (Xátiva, Valencia), produção de 6.000hl em 2015. Comercializa as marcas Socarrada, ER Boquerón, Toro.[62]
- La Sagra Brew (Numancia de la Sagra). Comercializa as marcas La Sagra, Burro de Sancho, Madrí.[62]
- Cervezas La Cibeles (Madrid), produção de 3.000hl em 2015.[66] Comercializa a marca La Cibeles.
- Bebidas de Calidad de Madrid (Las Rozas, Madrid),[66] produção de 2,700hl em 2015. Comercializa a marca La Virgen[62] Pertence ao grupo AB InBev.[67]
- Companyia Cervesera del Montseny (Sant Miquel de Balenyá, Barcelona), produção de 2.290hl em 2015. Comercializa a marca Montseny.[62]
- Cerveza artesanal de Cantabria (Liérganes, Cantabria), produziu 2.000hl em 2015. Comercializa a marca Dougall’s.[62]
- Cervecera Estrella del Norte (Villadangos del Páramo, Leão), produziu 1,860hl em 2015. Comercializa a marca Kadabra.[62]
- Destilados y Cervezas de Extremadura (Zarza de Granadilla, Cáceres), produziu 1.500hl em 2015. Comercializa a marca Cerex.[62]
- Companyia Artesana Maians (Barcelona) com uma produção de 1.500hl em 2017.[68] Comercializa a marca Espiga.
- Cerveses La Gardènia (Tarragona),[69] produção de 1.300hl em 2015.Comercializa a marca Rosita.[62]
- Cervezas Arriaca (Yunquera de Henares, Guadalajara), produziu 1.300hl em 2015. Comercializa a marca Arriaca.[62]
- Mateo & Bernabé (La Rioja), produziu 1.288hl em 2015. Comercializa as marcas Mateo & Bernabé, Little Bichos.[62]
- Global Premium Brands (Ibiza, Baleares), produziu 1.110hl em 2015. Comercializa a marca Isleña.[62]
- Cervezas Origen (Huércal de Almería, Almería), produziu 950hl em 2015. Comercializa as seguintes marcas: Origen, S.XXI, Black IPA, Stout.[62]
- Badum (Peñíscola, Castellón),[66] produção de 700hl em 2015.[70]
- Llúpols i Llevats (l`Hospitalet de Llobregat),[71] produção de 400hl em 2010,[72] fechou em 2015. Comercializava a marca Glops.
- Pelandrusca (Palencia),[66] produção de 200hl em 2015.[70]
- Naparbier (Noáin, Navarra). Comercializa as seguintes marcas: Napar Pils, St. Germanus, Lght, Raven.[62]
- Freaks Brewing (Madrid). Comercializa a marca Freaks Lord Cobra.[73]
- Domus (Toledo)[66]
- Pirineos (Huesca)[66]
- Gredos (Ávila)[66]
- Nazarí (Granada)[66]
- Enigma (Madrid).[73]
- Quince Brewery (Madrid).[73]
- Mad Brewing (Madrid).[73]
- Villa de Madrid (Madrid).[73]
- Madriz Hop Republic (Madrid).[73]
- Sullerica (Sóller, Baleares). Comercializa a marca Sullerica e tem capacidade para produzir 600hl anuais.[74]
- Cervesera del Nord de Mallorca (Alcúdia, Baleares). Comercializa a marca Beerlovers.[75][76]
- Cervesaria Mon (Baleares).[75]
- Societat Cervesera Artesenca (Artés, Barcelona). Comercializa a marca Cerberus e produziu 120hl em 2012.[77]

Marcas desaparecidas.
- Cruz Azul (Pamplona). Marca fundada em 1900, encerrou em 1973.[78]
- Cas Cerveser (Baleares). Marca fundada em 2005, encerrou em 2019. Comercializava a marca Galilea.[79]
- La Estrella de Gijón (Gijón). Marca fundada em 1893, encerrou em 1974.[80][81]

O mercado está repartido da seguinte maneira:
| Marca Cerveja                | Grupo            | Quota mercado valor (€) | Quota mercado volume (Lt) |
| ---------------------------- | ---------------- | ----------------------- | ------------------------- |
| Marcas do distribuidor (MDD) |                  | 24,9%                   | 38,6%                     |
| Mahou                        | Mahou‐San Miguel | 16,5%                   | 13,6%                     |
| Heineken                     | Heineken         | 12,6%                   | 10,7%                     |
| Damm                         | Damm             | 11,7%                   | 8,3%                      |
| San Miguel                   | Mahou‐San Miguel | 10,8%                   | 9,2%                      |
| Cruzcampo                    | Heineken         | 10,7%                   | 9,5%                      |
| Alhambra                     | Mahou‐San Miguel | 5,1%                    | 5,5%                      |
| Estrella Galicia             | Hijos de Rivera  | 2,8%                    | 1,7%                      |
| Ámbar                        | La Zaragozana    | 1,7%                    | 1%                        |

### Estados Unidos
Os EUA sempre foram uma nação consumidora de grandes quantidades de cerveja. O diário de William Bradford regista que o Mayflower foi obrigado a fundear em Plymouth Rock em condições difíceis: "Não podíamos perder mais tempo a procurar… os nossos víveres estavam já quase esgotados, principalmente a cerveja." 
As tradições de cervejaria trazidas da Inglaterra e Holanda (tal como foram trazidas para Nova Iorque) asseguraram que as colónias fossem dominadas por bebedores de cerveja e não de vinho. Até meados do século XIX, a cerveja ale dominou a produção norte-americana. A situação mudou quando os estilos de lager, trazidos pelos imigrantes Alemães, demonstraram ser mais rentáveis no que diz respeito à sua produção e distribuição. Nomes como Miller, Pabst e Schlitz começaram a ganhar fama devido às fábricas de cerveja fundadas ou adquiridas por estas famílias - outros se seguiram. Os imigrantes Checos deram também o seu contributo para a história da cerveja dos Estados Unidos.
A cerveja lager produzida por estas companhias não era a mesma cerveja suave e de baixo teor alcoólico que se associa actualmente às modernas unidades produtoras de cerveja dos Estados Unidos. A pilsner americana era uma cerveja particularmente forte, tanto em teor alcoólico como no sabor, de forma a corresponder ao gosto tanto dos imigrantes da Europa Central, quanto dos que já viviam nos Estados Unidos.
Tudo terminou com a proibição. Apenas um pequeno número de fábricas de cerveja se manteve no negócio - produzindo quase cervejas, xarope de malte ou outras bebidas não alcoólicas produzidas a partir de cereais. A produção e transporte de álcool ficou largamente confinados a operações ilegais, nas quais os licores mais alcoólicos - rum contrabandeado ou aguardentes  caseiras - se tornavam mais adequados e menos volumosos para transporte clandestino.
Cerca de cinquenta anos depois do fim da proibição, o mercado de cerveja dos Estados Unidos passou a ser dominada por grandes produtoras de cerveja, mais conhecidas pela sua uniformidade que por algum sabor em particular. Cervejas como a produzida pela Anheuser-Busch ou pela Coors seguem um estilo de pilsner muito restrito, com produção industrial em larga escala e com o uso de matérias primas de baixo-custo (como o arroz e o milho). O domínio da chamada "macrobrew" levou ao estereótipo internacional relativo à "cerveja americana", como sendo pobre em qualidade e sabor. Uma piada canadiana muito divulgada diz que a cerveja americana é como fazer amor numa canoa: "extremamente perto (ou melhor: "fucking close", no original) da água".
Contudo, desde o ressurgimento da produção comercial da indústria cervejeira na década de 1980, os Estados Unidos apresentam uma boa quantidade de tipos de cerveja, que se podem encontrar em mais de 1500 brewpubs, microcervejarias, e cervejeiras regionais como a Anchor (San Francisco) e a Samuel Adams (Boston). Em grande parte da Pensilvânia oriental, incluindo Filadélfia, o termo "lager" é sinónimo da Yuengling Traditional Lager, uma cerveja com um sabor forte de uma cervejeira regional de Pottsville, fundada em 1829, o que a torna na mais antiga cervejeira em funcionamento contínuo na América. Ainda que em volume de produção, as microcervejarias ainda dominem, os pequenos produtores são responsáveis ainda por uma grande variedade de estilos, devido a diferentes qualidades de lúpulo, entre outros ingredientes, bem como por influência de diferentes tradições de origem europeia.
A Associação de fabricantes de cerveja identificou os seguintes estilos de origem norte-americana:
- Ale pálida (ou clara) estilo americano
- Ale pálida forte estilo americano
- Ale pálida indiana imperial ou dupla
- Ale âmbar estilo americano
- Cerveja comum da Califórnia
- Ale ruiva dupla
- Ale loira ou dourada
- ale castanha estilo americano
- Lager americana
- Lager leve estilo americano
- Lager leve âmbar estilo americano
- Pilsner estilo americano
- Lager seca
- Lager ice americana
- Licor de malte americano
- Märzen/Oktoberfest estilo americano
- Lager escura americana

O sucesso da produção comercial a grande escala de algumas fábricas permitiu que algumas fizessem também algum investimento em fábricas mais pequenas, como a Widmer, de forma a desenvolver cervejas mais complexas com um estilo próprio. Grandes conglomerados atuam nos Estados Unidos, principalmente a Anheuser-Busch, SABMiller, Molson Coors Brewing Company, Constellation Brands. As marcas mais famosas são Bud Light, Coors Light, Miller Lite, cervejas com 4,2% de álcool, além da Budweiser, Michelob Ultra, Natural Light, Busch Light, Busc e Miller High Life. Também são populares as marcas estrangeiras como Heineken, Stella Artois, Corona Extra e Modelo Especial.

### EstôniaeFinlândia
Ambas as regiões são conhecidas por sua tradicional Sahti: uma cerveja feita de malte de arroz ou aveia, filtrado por raminhos de palhas e junípero. Esta é de longe a mais antiga tradição viva continuada no fabrico de cerveja, representando nada menos do que uma ligação direta com os métodos babilônicos de cervejaria.

### França
Apesar do mercado francês ser dominado pelas cervejarias industriais, o Norte/Pas-de-Calais possui uma tradição cervejeira forte, compartilhada com seus vizinhos belgas. A Alsácia também possui uma forte tradição na produção de cerveja com leveduras de baixa fermentação (bottom fermenting yeasts) ao estilo alemão. A marca mais consumida no país é a Kronenbourg.
Atualmente, há cada vez mais microcervejarias a produzir a cerveja da moda, especialmente nas regiões com um forte sentimento de identidade (Cervejaria Lancelot na Bretanha, cerveja Pietra na Córsega…)

### Reino Unido
Segundo um estereótipo relativo aos britânicos, acredita-se que estes apreciam "cerveja quente". De fato, sua cerveja é geralmente servida em torno de 12 graus Celsius - não tão fria quanto a maioria dos drinques gelados, mas ainda gelada o suficiente para ser refrescante. Os pubs contemporâneos mantêm sua cerveja constantemente nesta temperatura, mas originalmente a cerveja devia ser servida na temperatura do porão no qual estava armazenada. Defensores da cerveja britânica dizem que isso realça sabores sutis que não existem nas cervejas de outras nações, e que estes apenas se produzem a temperaturas que poderiam fazer as demais cervejas parecerem ásperas. Caso existam sabores ásperos na cerveja (principalmente naquelas fabricadas em Yorkshire), os mesmos são habitualmente suavizados servindo a cerveja por uma bomba manual (sifão) ligada a um  sparkler (espumante), acessório que mescla o ar com a cerveja, oxidando-a levemente e suavizando o sabor. Hoje, somente a ale verdadeira tende a ser servida com a bomba manual, até porque este não é o modo típico de servir as cervejas de produção industrial, que são vendidas em garrafas ou extraídas de uma torneira graduadora (válvula) de dióxido de carbono. A ale verdadeira é defendida pela Campaign for Real Ale (Campanha pela Ale verdadeira). Como a produção de lúpulo é característica das regiões meridionais, em particular, de Kent, as cervejas meridionais tradicionais, tal como a London Pride, a sul de uma linha que pode ser traçada do Canal de Bristol até Wash (na costa oeste da Inglaterra), contêm mais lúpulo do que aquelas encontradas a norte desta linha, como a Boddingtons. A marca lager Carling é bastante popular no país.

### Guiné-Bissau
Desde 1973 é produzida a cerveja Pampa de 5,1% de álcool na única fábrica de cerveja do país, a CICER - Companhia Industrial de Cervejas e Refrigerantes na capital Bissau, desde 2006 sobre o nome Africa Bottling Company Lda.
Entre as cervejas importadas são de referir algumas cervejas portuguesas e a cabo-verdeana Strela.

### Hong Kong,RPC
O mercado de Hong Kong é dominado pela marca Blue Girl fabricada na Coreia do Sul pela Oriental Brewery Company, com uma quota de mercado de 22,4% (em 2012).
O mercado de Hong Kong está dividido da seguinte maneira:
| Grupo                    | Marcas         | Quota mercado (em 2012) |
| ------------------------ | -------------- | ----------------------- |
| Oriental Brewery Company | Blue Girl      | 22.4%                   |
| Carlsberg                | Skol           | 10.4%                   |
| Carlsberg                | Carlsberg      | 7.2%                    |
| San Miguel Brewery, HK   | San Miguel     | 10%                     |
| San Miguel Brewery, HK   | Blue Ice       | 7.5%                    |
| Tsingtao                 | Tsingtao       | 7.7%                    |
| Tsingtao                 | Tsingtao Draft | 3.5%                    |
| Kingway                  | Kingway        | 3.9%                    |
| Heineken                 | Heineken       | 3.5%                    |
| AB InBev                 | Budweiser      | 3.5%                    |

### Índia
Em várias partes do nordeste da Índia, a cerveja de arroz é bem popular. Diversos festivais têm esta bebida como parte principal das celebrações. O arroz é fermentado em tonéis que, às vezes, são enterrados em subterrâneos.

### Irlanda
A Irlanda é mais conhecida pela stout (forte), da qual a Guinness é a marca mais largamente vendida e mais largamente distribuída. A Guinness também produz a mais largamente distribuída lager irlandesa - a Harp. Recomenda-se que a Guinness seja servida depois de vertida, descansando por três minutos e então cortada. Junto à Guinness há também a Murphy´s, Caffrey´s e Beamish.
- Guinness Foreign Extra Stout

### Italia
Em 2024 os italianos consumiram 36,4 litros de cerveja per capita, o que perfaz um consumo anual de 21.483.000 hL. A produção total de cerveja foi de 17.220.000 hL, sendo importados 7.599.000 hL e sendo exportados 3.340.000 hL . As 1.007 micro cervejarias artesanais foram responsáveis pela produção de 480.000 hL de cerveja.
As maiores marcas de cerveja consumidas em Itália são a Peroni, Moretti, Heineken, Castello e Beck's. As cervejas lagers são as mais consumidas.

### Japão
A cerveja é a bebida alcoólica preferida no Japão. Foi aí introduzida no início da Era Meiji a partir da Alemanha. Os maiores fabricantes são: Asahi, Kirin, e Sapporo, enquanto pequenas cervejarias locais oferecem diferentes e saborosas cervejas. As tipo Lager são as mais comuns, mas cervejas feitas com baixo conteúdo de grãos, chamadas "Happoushu" (bebida alcoólica espumante) captaram uma grande fatia do mercado, já que os impostos são mais baixos para tais produtos. Bebericar cerveja com feijões cozidos salgados edamame é o passatempo  de verão favorito dos adultos.

### Quenia
O mercado Queniano é dominado pela East African Breweries Limited com 90% do mercado, seguida pela Keroche Breweries com 2% e pelas restantes marcas com 8% do mercado.
O consumo per capita era em 2012 de 11Lt/Ano.
As principais marcas de cerveja são:
- East African Breweries Limited: Tusker, White Cap, Guinness, Pilsner, Allsopps,Senator, Bell, Serengeti, Balozi, Kibo.[89]
- Keroche Breweries: Summit.[90]
- Big Five Breweries: Big Five, Wananchi, Crazy Donkey, Korongo.[91][92]
- United Dutch Breweries: Atlas,  Royal Dutch, Trio Stout .[93][94]
- Sierra Premium: Sierra.[95]
- Sirville Brewery: Tsavo, Mara, Amboseli.[96]
- Danish Brewing East Africa (Fabrica a ser construida): Tuborg, Carlsberg, Holsten, Kronenbourg.[97]

### México
Hoje, maior parte das cervejas mexicanas são produzidas por dois gigantes, FEMSA e Grupo Modelo. FEMSA, uma cervejaria internacional, é responsável pelas seguintes marcas: Tecate, Sol, Dos Equis, Carta Blanca, Superior, Indio, Bohemia e Noche Buena.  Grupo Modelo tem menos marcas mas com maior mercado de exportação; Corona, Corona Light, Negra Modelo, Modelo Especial, Modelo Light e Pacífico são as marcas de exportação. Outras marcas do Grupo Modelo voltadas exclusivamente ao mercado local  são a Victoria, Estrella e León e Montejo.
Sal e limão:  É comum servir um pedaço de limão e um pouco de sal na boca da garrafa, especialmente com as cervejas mais leves vomo a Corona. Existe uma bebida tradicional conhecida como michelada, que é composto basicamente de cerveja leve com bastante suco de limão e molho picante.
As cervejas mexicanas são exportadas para diversos países.

### Moçambique

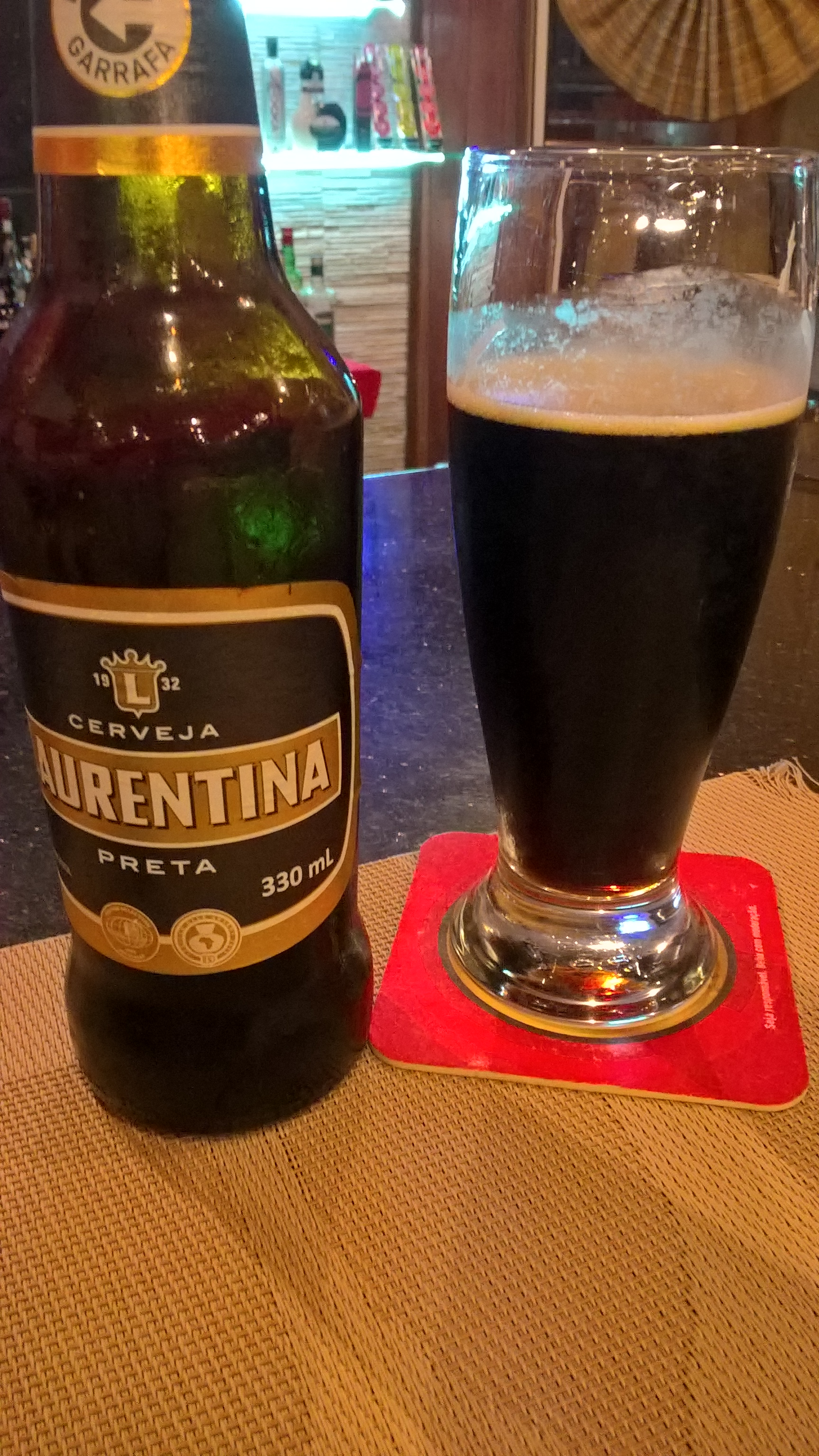
Cerveja preta Laurentina.

Em 1932 surgiu a Laurentina em Lourenço Marques como a primeira cerveja a ser fabricada na então colónia portuguesa de Moçambique. Seguiu-se a Manica na Beira em 1959, e a 2M (Mac-Mahon) em 1962, esta novamente na capital Lourenço Marques.
Depois da independência do país em 1975, todas as cervejeiras foram nacionalizadas. Foi no tempo da guerra civil depois de 1977 que a 2M virou o inquestionado líder de mercado, com a Laurentina a baixar a produção a níveis muito reduzidos por falta de matéria prima, de péças para as máquinas e de funcionários. Em 1995, o governo moçambicano privatizou o setor da cerveja, formando a Cervejas de Moçambique (CDM) com base nas fábricas 2M e Manica, e vendendo 49,1% da nova CDM à SABMiller, que ainda passou a dirigir a empresa. Em 2001, também a Laurentina passou para a CDM, que nove anos depois construiu uma nova fábrica no norte do país, em Nampula. Aqui passou a fabricar a nova marca de cerveja Impala em 2011, a primeira cerveja a nível mundial produzida industrialmente à base de mandioca. Nas suas quatro cervejeiras (duas em Maputo, uma na Beira e uma em Nampula), a CDM produz as suas marcas próprias e licenciadas, dominando assim o mercado moçambicano de cerveja com uma quota de 90%.
A lista de marcas de cerveja em Moçambique inclui, entre outras:
- 2M (líder de mercado)
- Barons (sob licença sul-africana)
- Carling (sob licença sul-africana)
- Castle Milk Stout (sob licença sul-africana)
- Impala (cerveja de mandioca)
- Laurentina
- Manica
- Redds (sob licença sul-africana)

### Noruega
Os Noruegueses consomem 51 Lt per capita de Cerveja por ano, sendo produzidas cerca de 2.360.000 hL de cerveja anualmente nas 128 Cervejarias existentes.
O mercado está repartido da seguinte maneira: Carlsberg–Ringnes: 52,8%, Hansa Borg Bryggerier: 20%, Mack: 4,4%, Aass: 6,6% e MDD: 12,8%. Por marcas o mercado reparte-se da seguinte maneira: Tuborg:22,4%, Hansa: 15,5%, Ringnes: 15,3%, Grans: 5,1% e Carlsberg: 5,0%.

### Nova Zelândia
O povo indígena da Nova Zelândia (maori) não conhecia a cerveja. O principal ingrediente da cerveja, a cevada, só foi introduzido na Nova Zelândia com a chegada dos europeus em meados do século XIX. A história recente da cerveja na Nova Zelândia é caracterizada pela dominação de três grandes cervejarias. A dominação dessas cervejarias foi ajudada pela compra de pequenas cervejarias locais. A partir de meados da década de 1980, pequenas lojas ou microcervejarias começaram a emergir. Consequentemente, a gama de estilos de cerveja aumentou.  Embora as duas maiores cervejarias da Nova Zelândia, a Lion Nathan e a DB Breweries, controlem quase 90% das vendas em volume entre elas, existem mais de 150 pequenas cervejarias artesanais. Alguns pubs operam sua própria cervejaria, quase sempre localizada dentro do próprio pub. O consumo de vinho e de outras bebidas alcoólicas diferentes da cerveja está aumentando. Com isso, vem diminuindo a quantidade de cerveja consumida pelos neozelandeses. Marcas mais populares de cerveja são Speight’s, Tui, Emerson, Mac's, DB, Tuatara, Panhead, Montheit's.

### Países Baixos(Holanda)
A cerveja na Holanda é conhecida pelas pale lagers, especialmente Bavaria, Heineken e Grolsch, que são consumidas globalmente. Grolsch é a lager líder de importação no Reino Unido. Heineken é a terceira maior fabricante de cerveja do mundo, depois da AB InBev. A Bavaria é a cerveja líder de importação no Iraque. A United Dutch Breweries foi fundada em 2007 e consiste no departamento de exportações Holandês da AB InBev alianado em 2008. A Brewer atua em mais de 130 países, principalmente na Ásia e no Oriente Médio.
Embora a cerveja lager seja responsável pela maior parte da produção e do consumo de cerveja na Holanda (95% de acordo com o Centraal Brouwerij Kantoor), a maioria dos cervejeiros holandeses também produzem cervejas especiais. O especial mais comum é 'witbier' (cerveja branca). Além disso, a Bok, produzida no outono e na primavera, uma tradição intimamente relacionada à cerveja alemã Bock, é uma cerveja especial frequentemente produzida.
A Holanda exporta a maior proporção de cerveja de qualquer país do mundo - aproximadamente 50% da produção, de acordo com The Brewers of Europe. Em 2004, quase 1.300 milhões de litros foram exportados de uma produção total de 2.300 milhões de litros.
Existem três grandes cervejarias na Holanda: Heineken (também fabrica cerveja Amstel), Grolsch e Bavaria. Cervejarias belgas também participam do mercado. A AB InBev, por exemplo, vende Jupiler, Dommelsch e Oranjeboom no mercado holandês. De acordo com o Centraal Brouwerij Kantoor, a Heineken controla cerca de cinquenta por cento do mercado e os outros três quinze por cento cada. Entre eles, as grandes empresas operam oito cervejarias. Além das multinacionais, existem cinco cervejarias independentes e cerca de 45 pequenas e novas microcervejarias e cervejarias. Uma dúzia de outras empresas não possui nenhuma fábrica de cerveja e suas cervejas são fabricadas por terceiros na Holanda ou na Bélgica. As novas cervejarias fabricam principalmente cervejas de alta fermentação quase semelhantes às da Bélgica. Além disso, há também exemplos de cervejas inglesas e tradicionais.
A província holandesa de Brabante do Norte é o lar de duas das dez cervejarias trapistas. Os monges que dirigem a Cervejaria Koningshoeven em Berkel-Enschot produzem várias cervejas, principalmente da marca La Trappe, e estão ativas desde 1884, enquanto a cervejaria De Kievit da abadia de Zundert foi fundada apenas em 2013 e fabrica uma cerveja chamada Zundert. As quatro cervejas clássicas La Trappe Trappist são premiadas com estrelas de Ouro da Cerveja Europeia em 2018. La Trappe Blond ganhou um prêmio de Ouro na Copa Mundial de Cerveja 2016. Foi escolhida como vencedora entre 6600 outras cervejas internacionais.
Algumas cervejas têm sua própria base de consumo regional. Bavaria,  Budels e Dommelsch são populares no Brabante do Norte. Grolsch é um favorito na província oriental de Overijssel.

### Polônia
A cerveja sempre foi extremamente importante para os Polacos. Um líder Polonês, encorajado pelo Papa para tomar partido na cruzada, se recusou, porque, como escreveu ao pontífice, a terra santa não tinha cerveja. A cerveja Polonesa tradicional é sempre de pilsen, lager ou porter.
O mercado Polaco esta dominado pelos grupos Kompania Piwowarska com 38% mercado(em 2014) com as marcas Lech, Tyskie e Żubr, pelo grupo Żywiec/Heineken com 30% mercado(em 2014) com as marcas Żywiec, Warka, Lezajsk, EB e Tatra e pelo grupo Carlsberg com 20% mercado(em 2014) com as marcas Okocim e Kasztelan.
Por variedade de cerveja o mercado reparte-se da seguinte maneira: Lager (74,20%), Porter (16,90%), não pasteurizada (3,10%), Shandy/Radler (0,80%).
- «Marcas Polonesas de cerveja»

### Portugal
A cerveja em Portugal tem uma longa história, que remonta à época da antiga província romana da Lusitânia, onde antes da conquista Romana o seu consumo era comum. Após a conquista a cerveja foi substituída pelo vinho. A palavra para cerveja em português é cerveja, vinda da palavra latina cerevisia. As cervejarias portuguesas modernas foram iniciadas em Portugal no século XIX. Hoje o mercado de cerveja em Portugal é dominado pela dupla Central de Cerveja e Super Bock Group. No norte do pais domina a Super Bock, enquanto na capital domina a cerveja da Central de Cerveja a Sagres.Além destas marcas industriais existem outras marcas como a Cristal do Super Bock Group, fundada em 1890. Na Região Autónoma da Madeira, a Empresa de Cervejas da Madeira (ECM) fabrica a cerveja Coral. Nos Açores existe a Melo Abreu. Desde 2011 deu-se uma explosão de micro cervejarias por todo o pais. 
Das muitas marcas portuguesas de cerveja introduzidas ao longo do tempo, uma parte simplesmente desapareceu, enquanto outras continuam vivas. Exemplo de cervejas industriais hoje ativas, são a Bohemia, Cergal, Cheers, Tagus , Cintra, Coral, Cristal, Marina, Onix , Sagres, Super Bock, Topázio e Imperial (que deu nome à cerveja à pressão, também designada por Fino). Das cervejas que desapareceram, recordamos a Jansen , Clok, Invicta, Nevália, Vitória, Zarco e Zirta. Além destas, continuam a existir cervejarias artesanais mais pequenas, como a Cervejaria Portugália (fundada em 1925 na Avenida Almirante Reis em Lisboa), a Praxis (da Praxis Fábrica e Museu em Coimbra), a cerveja Letra (criada na Universidade do Minho), a cerveja Maldita (fundada em 2013 na Cacia), a Roll Beer (feita em Pombal), a Sovina (fundada em 2011 no Porto), a cerveja Areias (fundada em 2015 em Guimarães), a cerveja Quinas (de Alfena), a cerveja Marafada  (fundada em 2015 em Algoz) e a a cerveja Estroina  (fundada em 2018 em Mértola).

Do período colonial os mais velhos recordam a Angolana Cuca ou a Moçambicana Laurentina, cervejaria fundada em 1932 na cidade de Lourenço Marques, hoje Maputo, capital de Moçambique. Marca registada na Alemanha depois do 25 de Abril por um português vindo da antiga colónia portuguesa, a Laurentina portuguesa é vendida em supermercados portugueses, enquanto a Laurentina moçambicana continua a ser fabricada em Moçambique pelas atuais Cervejas de Moçambique, pertencente ao grupo AB InBev.

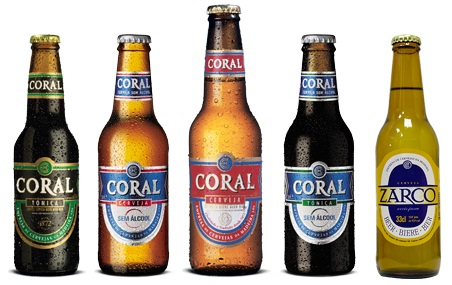
Cervejas da ECM, da Madeira
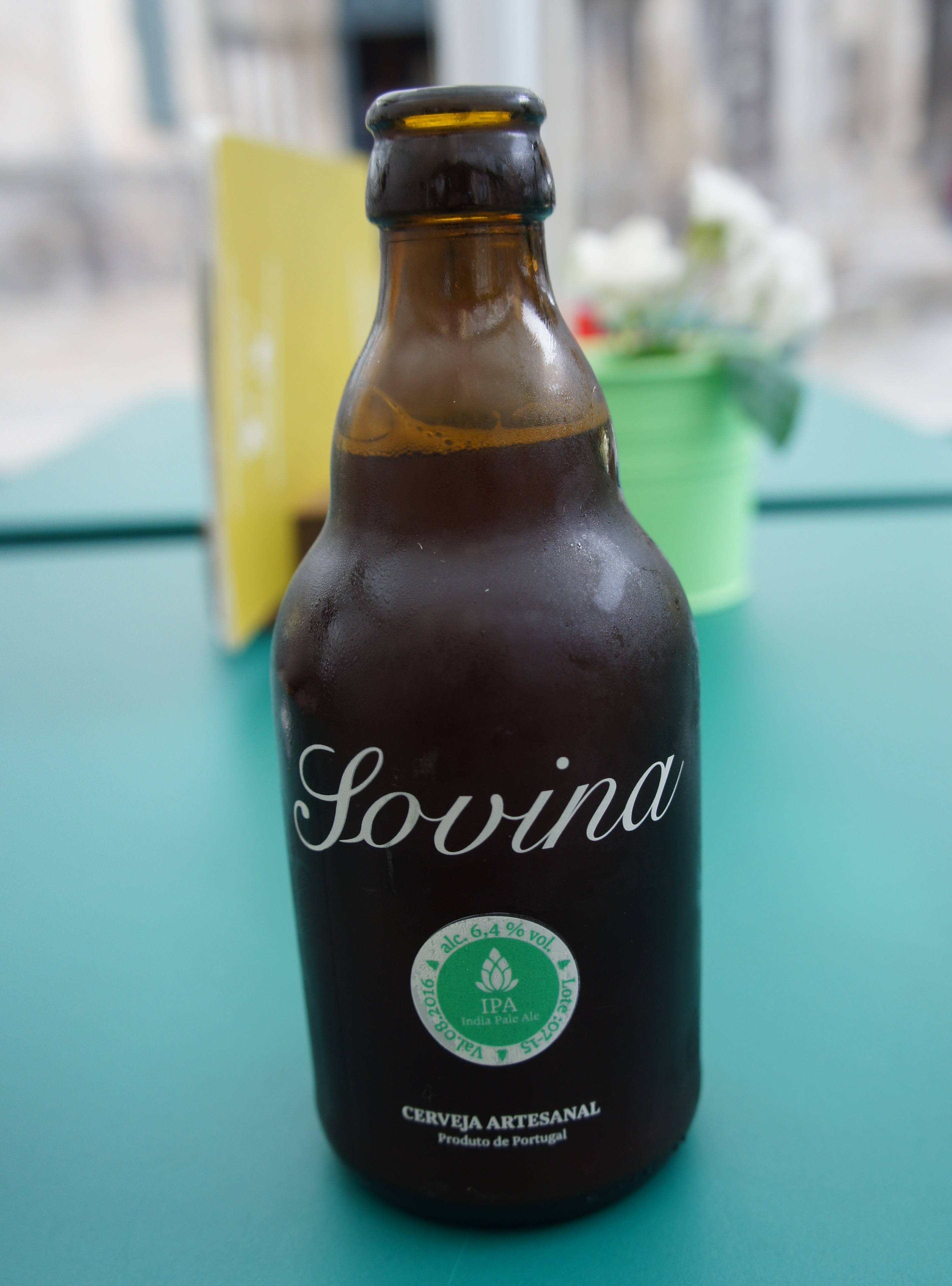
Garrafa da Sovina (2015)

Em 2023 foram consumidos uma média de 60 litros de cerveja por pessoa. O consumo total foi de 6.232.000 hectolitros, sendo a produção de 7.554.000 hectolitros. As importações foram de 99.000 hectolitros e as exportações de 1.498.000 hectolitros. Em 2021 existiam mais de 100 cervejarias ativas entre industriais e artesanai.

### República Checa
O tipo Pilsener de cerveja originou-se na cidade de Plzeň na Boêmia. De fato, os tchecos fazem cervejas muito bem conhecidas e as mais bem consideradas nesse estilo, incluindo a Pilsner Urquell, Staropramen, e Budweiser original. Os tchecos são frequentemente apresentados como o povo que responde pelo maior consumo per capita de cerveja.
As grandes cervejarias checas são:
- Plzeňský Prazdroj, pertencente ao grupo Asahi, com uma produção anual de 11,000,000 hl (em 2016).[113] As principais marcas são: Pilsner Urquell, Gambrinus, Primus, Radegast, Birel, Master, Velkopopvický kozel[113]
- Staropramen, com uma produção anual de 3,120,000 hl (em 2016).[113] A principal marca é a Staropramen[113]
- Budweiser Budvar, com uma produção anual de 1,615,000 hl (em 2016).[113] A principal marca é a Budweiser Budvar[113]
- Pivovary Lobkowicz Group, com uma produção anual de 893,945hl  hl (em 2014).[114] As principais marcas são: Lobkowicz, Platan, Rychtář, Klášter, Černá Hora, Ježek, Perun e Patriot.[115]

### Romênia
A cerveja romena é conhecida na Europa Central e Oriental pelo seu sabor e baixo preço. Ursus é a rainha da cerveja romena desde 1879 (uma marca da Cervejarias Sul-Africanas). Outras marcas tradicionais de cervejas romenas são Timisoreana, Bucegi e Neumarkt.

### Russia
As principais marcas Russas são:
- Grupo Carlsberg: Baltika, Zatecky Gus, Carlsberg, Zhigulevskoe, Tuborg, Bolshaya Kruzhka, Arsenalnoe, Don, Gor’kovskoe, Yarpivo, Chelyabinskoe
- Okhota
- Grupo Efes: Bely Medved
- Grupo AB InBev: Klinskoe, Bud
- Grupo Asahi: Velkopopovicky Kozel
- Zhiguli Barnoe
- Stary Melnik
- Tri Medvedya
- Tolstyak
- Khalzan
- Okskoe
- Zhigulevskoe
- Shikhan
- Yach.Kolos
- Obolon
- Zhigulevskoe
- Iskusstvo Varit

O mercado Russo reparte-se da seguinte maneira:
| Marca                | Grupo     | Quota mercado (em 2017) |
| -------------------- | --------- | ----------------------- |
| Baltika              | Carlsberg | 10.9%                   |
| Zatecky Gus          | Carlsberg | 4.0%                    |
| Okhota               |           | 3.2%                    |
| Bely Medved          | Efes      | 3.0%                    |
| Klinskoe             | AB InBev  | 2.8%                    |
| Carlsberg            | Carlsberg | 2.7%                    |
| Velkopopovicky Kozel | Asahi     | 2.7%                    |
| Zhigulevskoe         | Carlsberg | 2.3%                    |
| Bud                  | AB InBev  | 1.9%                    |
| Zhiguli Barnoe       |           | 1.8%                    |
| Stary Melnik         |           | 1.7%                    |
| Tri Medvedya         |           | 1.7%                    |
| Tolstyak             |           | 1.7%                    |
| Tuborg               | Carlsberg | 1.7%                    |
| Bolshaya Kruzhka     | Carlsberg | 1.6%                    |
| Arsenalnoe           | Carlsberg | 1.5%                    |
| Don                  | Carlsberg | 1.0%                    |
| Khalzan              |           | 0.8%                    |
| Okskoe               |           | 0.7%                    |
| Zhigulevskoe         |           | 0.7%                    |
| Dub I Obruch         |           | 0.7%                    |
| Yach.Kolos           |           | 0.7%                    |
| Gor’kovskoe          | Carlsberg | 0.7%                    |
| Obolon               |           | 0.6%                    |
| Zhigulevskoe         |           | 0.6%                    |
| Yarpivo              |           | 0.5%                    |
| Iskusstvo Varit      |           | 0.5%                    |
| Chelyabinskoe        |           | 0.5%                    |
| Abakanskoe           |           | 0.5%                    |

### São Tomé e Príncipe
A única fábrica de cerveja no país, a Cervejaria Rosema na cidade de Neves, produz a cerveja Creola e a Rosema, uma cerveja lager leve de 4,2 % álcool.
Além das nacionais, ainda sao importadas outras cervejas. De mencionar as portuguesas Super Bock e Sagres, a cabo-verdeana Strela e desde 2014 também a angolana Cuca.
A lista de marcas de cervejas em São Tomé e Príncipe inlui, entre outras:
- Cuca (importada de Angola)
- Creola
- Rosema
- Sagres (importada de Portugal)
- Strela (importada de Cabo Verde)
- Super Bock (importada de Portugal)

### Sérviae países vizinhos
Veja Cerveja na Sérvia e países vizinhos

### Suíça
No passado a Suíça desempenhou um papel importante no florescimento da cultura cervejeira na Europa. Os primeiros registros de cervejarias em território Suíço datam de 754 dC em St. Gallen. Com o tempo, a fabricação de cerveja difundiu-se por todo o país. No final do século XIX, havia mais de 500 cervejarias na Suíça, refletindo o amor da população pela cerveja. Em 1877, as cervejarias formaram o Swiss Brewery Club, que pretendia manter as importações estrangeiras fora do mercado. Entre 1935 e 1991, o mercado suíço baseou-se numa série de convenções regionais, também conhecidas como «cartel da cerveja». No final da década de 1980, apenas 1% das cervejas na Suíça eram importadas, mas isso mudou rapidamente na década de 1990 com o fim do cartel. O fim do cartel levou a uma onda de fusões e aquisições entre as cervejeiras Suíças. Por fim a maioria da indústria ficou na mão dos dois gigantes cervejeiros, a Carlsberg e a Heineken. Hoje existe a um rejuvenescimento cervejeiro na Suíça, com o aparecimento de quase mil micro cervejarias.
Dados gerais da indústria em 2022: Nº de cervejarias: 1.230 ; Produção anual: 3.678.000 hL ; Exportações: 66.000 hL ;  Consumo anual: 4.732.000 hL ; Consumo p/capita: 54 L/ano ; Consumo on-trade: 33%,off-trade: 67% Empregos diretos: ± 3.000 ; Impostos diretos: 117 M€.

### Timor-Leste
No tempo colonial, era a Sagres que depois de 1940 estava presente em Timor. Ao decorrer do tempo, Timor-Leste ficou duas décadas sobre o domínio da Indonésia, passou por uma guerra civil e um periodo de transição, até alcançar a independência completa em 2002. Desde então, o consumo relativamente baixo de cerveja divide-se entre as marcas Tiger, Bintang e ABC, todas elas da Indonésia e pertencentes à Heineken, representando 80 % do mercado timorense, além de alguma presença de cervejas portuguesas, chinesas e australianas.
A única fábrica de cerveja timorense, que produzia a marca nacional Buffalo Beer na capital Díli, fechou em 2006. Em 2015, a Heineken iniciou a construção de uma fábrica de cerveja no país com capacidade para produzir 30 milhões de litros de cerveja a partir o final de 2016. Além das existentes marcas da Heineken, vai ser fabricada uma nova marca nacional.

## Bebidas relacionadas
Cervejas e bebidas similares feitas de matérias-primas diferentes de cevada incluem:
- centenas de bebidas africanas locais feitas de painço, sorgo e outras matérias ricas em amido disponíveis.
- sahti Finlandês
- kvass Russa / ucraniana
- samshu Chinesa
- suk Coreana
- saquê Japonês, todos de arroz fermentado
- pulque, uma cerveja indígena mexicana feita da seiva fermentada da planta agave
- chicha, uma bebida andina feita de milho germinado.
- cauim, a bebida indígena sul-americana obtida a partir da fermentação de mandioca